# Nothostrepta longissima
Nothostrepta longissima là một loài rêu tản trong họ Jungermanniaceae. Loài này được (Stephani) R.M. Schust. miêu tả khoa học lần đầu tiên năm 1980.